# 黎密尼的法兰契斯卡
《黎密尼的法兰契斯卡》（Francesca da Rimini），是柴可夫斯基依据但丁《神曲》〈地狱篇〉中的一段爱情故事而写成的幻想交响诗，作品编号32。该曲于柴科夫斯基1876年秋天造访德国东南部城市拜罗伊特后，在莫斯科以不到三周的时间完成。该曲题赠给他的朋友和前学生谢尔盖·塔涅耶夫。
这首交响诗比任何其他柴可夫斯基的作品都更能反映出李斯特和瓦格纳的影响，无论是音乐特性和主题方面。实际上柴可夫斯基的拜罗伊特之行就是为了去研讨瓦格纳的音乐戏剧。